# Anna Jankowska-Kłapkowska
Anna Jankowska-Kłapkowska (ur. 29 kwietnia 1925 w Łodzi, zm. 31 października 2004) – polska ekonomistka, profesor zwyczajny, wykładowca Akademii Górniczo-Hutniczej.

## Życiorys
Anna Jankowska ukończyła w 1956 roku studia w Wyższej Szkole Ekonomicznej w Krakowie. Pracę naukową jako asystent w Katedrze Ekonomii Politycznej Wydziału Górniczego Akademii Górniczo-Hutniczej rozpoczęła w 1954 roku, dwa lata później objęła stanowisko adiunkta. W 1962 roku uzyskała stopień doktora nauk ekonomicznych, w 1967 roku habilitację. Rok później otrzymała stanowisko docenta, kierownika Zakładu Ekonomii Politycznej. W latach 1969–1979 była również dyrektorem Instytutu Nauk Społecznych. W 1973 roku została profesorem nadzwyczajnym. Pomiędzy 1980 a 1984 rokiem była prodziekanem i dziekanem (pierwszym z wyboru) Wydziału Organizacji i Zarządzania Przemysłem AGH. Tytuł profesora zwyczajnego otrzymała w 1982 roku.
W latach 1980–1992 była dyrektorem Instytutu Nauk Ekonomicznych, następnie, aż do przejścia na emeryturę w 1999 roku, kierownikiem Katedry Ekonomii i Gospodarki Zasobami Przyrody Wydziału Zarządzania. Odbywała staże naukowe, między innymi w instytutach górniczych w Leningradzie i Moskwie, niemieckim Technische Universität Clausthal, paryskiej École des hautes études en sciences sociales. Prowadziła wykłady w Szkole Inżynierii i Ochrony Środowiska im. Walerego Goetla. Na emeryturze pozostała aktywna naukowo, wykładała w kilku uczelniach niepublicznych, między innymi w Śląskiej Wyższej Szkole Zarządzania, Wyższej Szkole Informatyki i Zarządzania w Rzeszowie, Wyższej Szkole Zarządzania i Bankowości w Krakowie, Akademii Polonijnej w Częstochowie, Małopolskiej Wyższej Szkole Zawodowej.
Jej dorobek naukowy obejmuje 123 pozycje publikowane z zakresu mikro- i makroekonomii, zarządzania, ekonomii środowiska i zasobów naturalnych. Należała między innymi do Polskiego Towarzystwa Ekonomicznego, Polskiego Klubu Ekologicznego, Europejskiego Stowarzyszenia Ekonomistów Środowiska i Zasobów Naturalnych, Komitetu Nauk Ekonomicznych, Komitetu Gospodarki Surowcami Mineralnymi oraz Komitetu Problemów Energetyki Polskiej Akademii Nauk. Była redaktorem serii „Zagadnienia Techniczno-Ekonomiczne” „Zeszytów Naukowych AGH”, członkiem Rady Redakcyjnej kwartalnika „Gospodarka Surowcami Mineralnymi” i Rady Programowej czasopisma „Ekonomia i Środowisko”.
Została odznaczona między innymi Krzyżami Kawalerskim i Oficerskim (2001) Orderu Odrodzenia Polski oraz Medalem Komisji Edukacji Narodowej.
Zmarła 31 października 2004 roku i została pochowana na cmentarzu Rakowickim.